# Guido Mocafico
Guido Mocafico est un photographe italien né en 1962, actif en Suisse et en France.

## Biographie
Guido Mocafico suit des études de photographie à l'école de photographie de Vevey.
Il travaille pour le magazine de mode Numéro dès sa création en 1999.

## Livres de photographies
- Venenum, Göttingen, éditions Steidl, 2006  (ISBN 3-86521-012-0).
- Medusa, textes de Jacqueline Goy-Trabut, Göttingen, Steidl, 2006  (ISBN 978-3-86521-070-8)[3].
- Serpens, textes de Ivan Ineich, Steidl, 2007  (ISBN 978-3-86521-442-3)
- Movement, Göttingen, Steidl, 2008  (ISBN 978-3-86521-801-8).
- Stilleven, Göttingen, Steidl, 2011  (ISBN 978-3-86930-326-0).
- Leopold & Rudolf Blaschka. The Marine Invertebrates, Göttingen, Steidl, 2019  (ISBN 9783958293984)[4].

## Expositions
- 7 avril – 3 juin 2000 : Guido Mocafico, Galerie 213, Paris[5].
- 2008 : Nature morte, Les Rencontres d'Arles, France[1].
- 22 février – 29 mars 2008 : Nature Morte – Photography in the Company of Old Masters, Galerie Bernheimer, Munich[6].

puis 15 mai - 18 juin 2008 : Galerie Colnaghi, Londres.
- 15 juin – 4 septembre 2022 : Guido Mocafico : Blaschka : Creatures Of The Sea, Galerie City Quays, Belfast, dans le cadre du Belfast Photo Festival[7].
- 6 juin – 31 août 2024 : Guido Mocafico. Serpens, Hamiltons Gallery, Londres[8].